# Канадска ирга
Канадските ирги (Amelanchier canadensis) са вид растения от семейство Розови (Rosaceae).
Таксонът е описан за пръв път от германския лекар и ботаник Фридрих Казимир Медикус през 1793 година.